# سی/۲۰۲۲ ئی۳ (زدتی‌اف)
سی/۲۰۲۲ ئی۳ (زدتی‌اف) (انگلیسی: C/2022 E3) دنباله‌داری با تناوب دوره طولانی از ابر اورت است که توسط تأسیسات گذرای زویکی در ۲ مارس ۲۰۲۲ کشف شد. این دنباله‌دار در اطراف هسته خود درخشش سبز روشنی دارد که به دلیل تأثیر نور خورشید بر مولکول‌های تشکیل دهندهٔ آن، به‌ویژه بر کربن دواتمی و سیانوژن است.
نامگذاری سیستماتیک این دنباله‌دار با سی (حرف C) شروع می‌شود تا نشان دهد که دنباله‌دار یک «دنباله‌دار دوره‌ای» نیست، و "2022 E3" نشان‌گر سومین دنباله‌دار بودنش است که در نیمهٔ اول مارس ۲۰۲۲ کشف شده‌است.
اندازهٔ هسته این دنباله‌دار حدود یک کیلومتر تخمین زده شده که هر ۸٫۷ ساعت یکبار به‌دور خود می‌چرخد. دنباله‌های گرد و غبار و گازی آن تا میلیون‌ها کیلومتر گسترش یافته و در ژانویه ۲۰۲۳، سومین پاددم آن قابل مشاهده بود.
این دنباله‌دار در ۱۲ ژانویه ۲۰۲۳ در فاصله ۱٫۱۱ واحد نجومی (۱۶۶ میلیون کیلومتر؛ ۱۰۳ میلیون مایل) به حضیض خود رسید. کوتاه‌ترین نزدیکی آن به زمین در ۱ فوریه ۲۰۲۳ در فاصله ۰٫۲۸ واحد نجومی (۴۲ میلیون کیلومتر) بود؛ ۲۶ میلیون مایل). سی/۲۰۲۲ ئی۳ (زدتی‌اف) با قدر ظاهری ۵، و بنابراین با چشم غیر مسلح زیر آسمان تاریک بدون ماه قابل مشاهده است. در ۱ فوریه ۲۰۲۳ این دنباله دار از نزدیکترین فاصله خود به زمین گذشت.
در ۴ فوریه در آسمان نیمکره شمالی زمین این دنباله‌دار در ۱۲ درجه از ستاره سروش (نورانی‌ترین ستاره رو به شمال) قرار دارد.